# محوطه کاروانسرا
محوطه کاروانسرا مربوط به دوره اشکانیان - دوره ساسانیان است و در شهرستان ایجرود، بخش مرکزی، دهستان گلابر، ۹۴۰ متری غرب روستای سراب واقع شده و این اثر در تاریخ ۱۵ دی ۱۳۸۷ با شمارهٔ ثبت ۲۴۰۴۹ به‌عنوان یکی از آثار ملی ایران به ثبت رسیده است.